# Reflections (album de FR David)
Pour les articles homonymes, voir Reflections.
Albums de F.R. David
Long Distance Flight
(1984) Voices Of The Blue Planet
(1998)
Reflections est le troisième album de F.R. David qui est sorti en 1987.

## Contenu
| 1.    | Sun             | 4:00 |
| 2.    | One Love        | 3:54 |
| 3.    | I Surrender     | 3:36 |
| 4.    | Don't Go        | 4:10 |
| 5.    | For Nothing     | 3:48 |
| 6.    | Sahara Night    | 4:22 |
| 7.    | I Keep Waiting  | 4:40 |
| 8.    | Sing In My Life | 4:12 |
| 9.    | Shooting Star   | 3:45 |
| 36:27 |                 |      |